# Homansbyen
Homansbyen är en stadsdel i Frogner i Oslo i Norge, nordväst om Oslo slott. Området har sitt namn efter bröderna Jacob och Henrik Homan. Området ligger mellan gatorna Pilestredet i öster och Uranienborgveien i väster,  Underhaugsveien i norr och Grønnegata i söder. 
Advokaten Johan Homan köpte 1853 tillsammans med ekspedisjonssjef Johan Collett malmgården Frihedssæde. Tomten köptes med avsikten att dela upp den i små tomter för avsalu. Året därpå köpte Boman och Lars Rasch malmgården Frydendal. Vid denna tid var Christiania en småstad som sträckte sig från dagens Oslo sentralstasjon i öster till Egertorget i väster, och från Akershus fästning i söder till Legevakten i norr. Dessutom fanns så kallade "løkkeeiendommer" (eller malmgårdar) runt staden, vilka fungerade som lantställen för välbärgade stadsbor. 
Tomterna i dagens Homansbyen låg vid denna tid långt utanför staden och få köpare visade intresse. År 1857 sålde Collett sin andel till Johan Homans yngre bror Henrik Homan, och 1858 började bröderna Homan att bygga nyckelfärdiga enfamiljshus i området.
År 1858 upprättade Georg Andreas Bull en stadsplan för Homansbyen, och ritade själv tre villor i området: Oscars gate 23, Josefines gate 15 och 17. Oscars gate bebyggdes norrifrån genom Homansbyen mellan 1858 och omkring 1870. Efter att Homansbyen var färdigbyggd, fortsatte man att bygga ut i sydvästlig riktning i Uranienborg, baserat på stadsplanen för Villastaden Homansbyen.
Stadsdelens arkitekter hade i hög grad sin bakgrund i studier i Berlin. Sociologen Gudmund Hernes har kallat Homansbyen för den bäst bevarade stadsdelen i Berlin.

## Bildgalleri

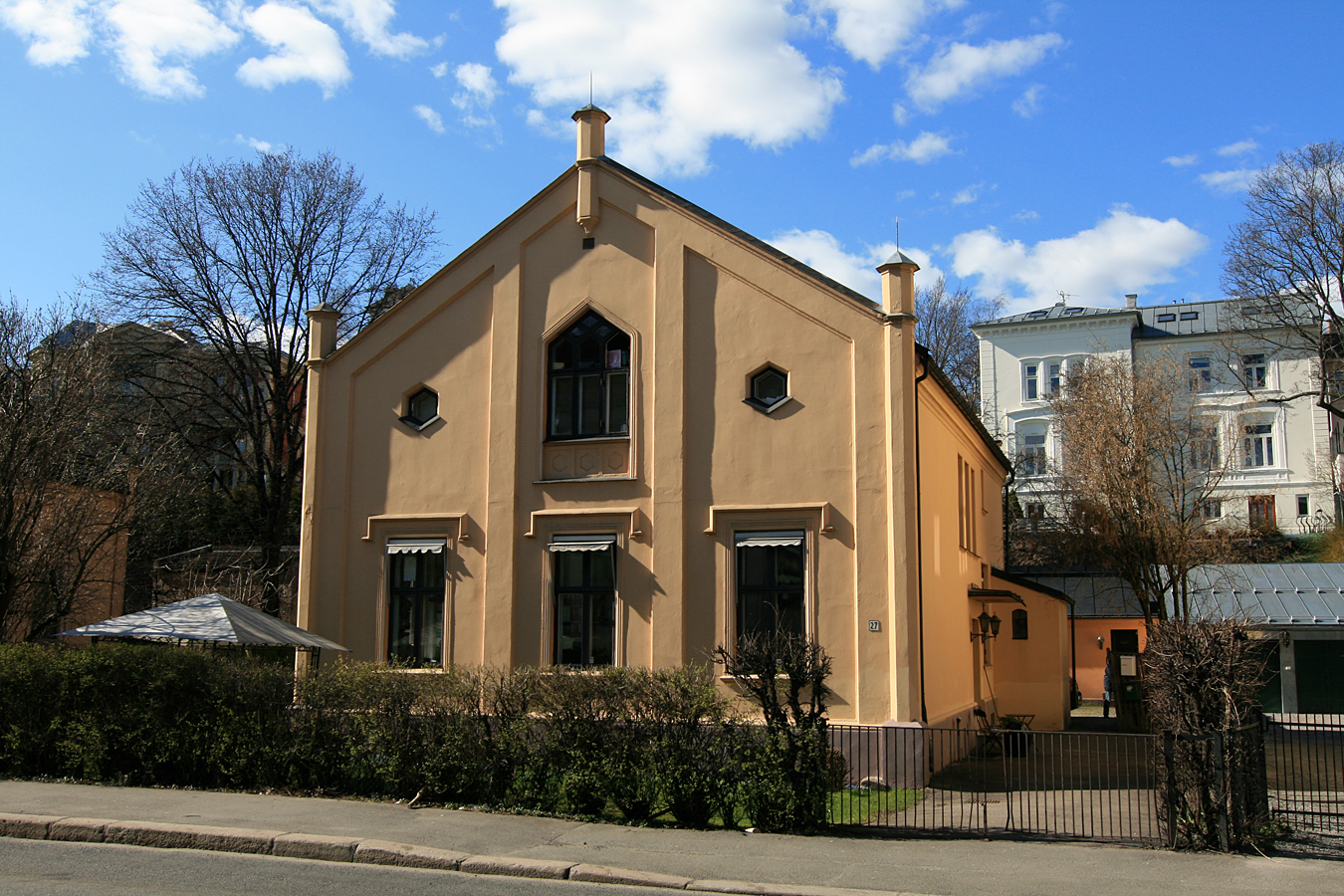
Josefines gate 27
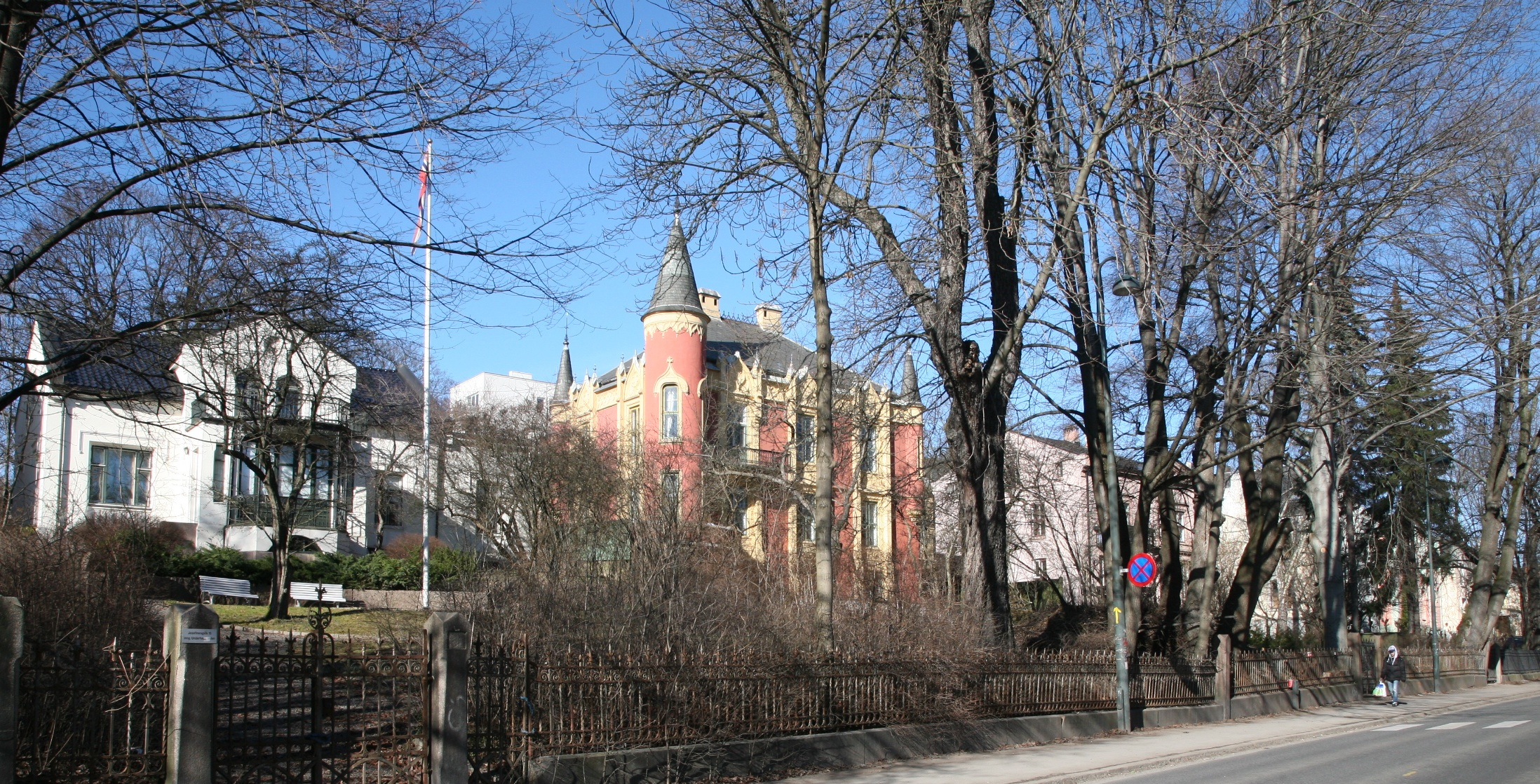
Homansbyen, 2007
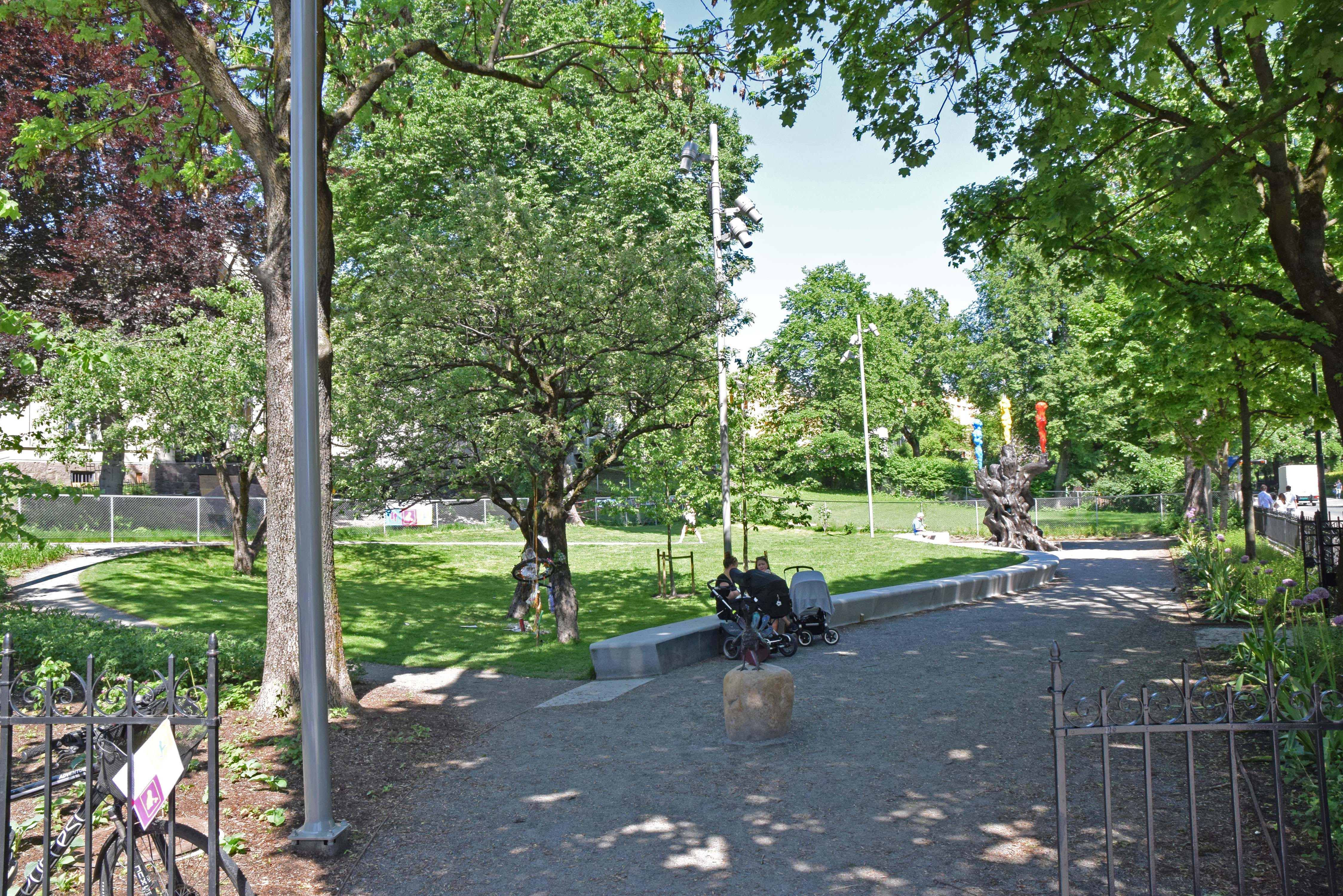
Josefines park, vid korsningen Josefines gate och Hegdehaugsveien